# Neil Young (Fußballspieler, 1973)
Neil Young (* 31. August 1973 in Harlow) ist ein ehemaliger englischer Fußballspieler. Der Abwehrspieler, der über 400 Spiele im englischen Profifußball bestritt, wechselte anschließend ins Trainerfach.

## Sportlicher Werdegang
Young begann seine Karriere in der Jugend von Tottenham Hotspur, wo später auch sein Bruder Luke seine ersten Schritte im Profifußball tat. Dort verpasste er jedoch den Sprung in die Profimannschaft und kam nur in der Reservemannschaft zum Einsatz.
1994 wechselte Young zum AFC Bournemouth in die drittklassige Second Division. Unter Trainer Mel Machin war er auf Anhieb Stammspieler. Zunächst mit der Mannschaft im Abstiegskampf befindlich etablierte sie sich im Lauf der Zeit im mittleren Tabellenbereich. 1999 zog er mit der Mannschaft ins Endspiel um die Football League Trophy, dort verlor man jedoch mit 1:2 gegen Grimsby Town. 2002 stieg er mit der Mannschaft in die Viertklassigkeit ab, dort blieb der Klub jedoch nur eine Spielzeit und marschierte nach dem Wiederaufstieg direkt in die zweitklassige Football League One.
Seit 2005 Mannschaftskapitän verließ Young im Anschluss an eine Verletzungspause Bournemouth im November 2007 auf Leihbasis in Richtung FC Weymouth in die Conference National. Nach seiner Rückkehr stand er noch bis zum Sommer 2008 im Kader des Klubs, ehe er seine Profikarriere in England beendete.
Im September 2008 ging Young als Spielertrainer zu Cumberland United nach Australien.